# 瓦罕人
瓦罕人是分布于巴基斯坦北部，塔吉克東部、阿富汗東部以及中國新疆西部的民族。操瓦罕语，人口大概10万人。瓦罕人與其他帕米爾民族在上世紀遭到塔吉克政府的嚴重迫害。

## 人口
瓦罕人粗略估计大概有十万多人，分布于巴基斯坦的吉尔吉特地區，塔吉克的戈尔诺-巴达赫尚自治州和阿富汗瓦罕走廊，以及中國新疆的塔什庫爾干縣。在中国与阿富汗被當局稱為（高原）塔吉克族。他们也被普遍歸為帕米尔人。

## 宗教
全民信仰伊斯玛仪派伊斯兰教，為什葉派的一支，擁有獨特的信仰體系。以阿迦汗为精神领袖，在巴基斯坦吉尔吉特電台有他们自己的节目。